# 偵緝訓練科
偵緝訓練科（英文：Detective Training Division，縮寫：DTD）前身為偵緝訓練學校，隸屬於香港警務處人事及訓練處香港警察學院專項研修學校，負責為香港警務人員、其他香港紀律部隊（包括香港海關、懲教署、入境事務處及廉政公署等）及政府部門、非政府組織及機構，以至海外執法機關（包括中國公安機關、澳門司法部、澳門治安警察局及新加坡警察部隊等等）提供專業偵緝訓練。

## 組織
偵緝訓練科轄下設有不同教學小組，亦有行動部門──災難遇害者辨認組。由一名警司出任主管，下設6名總督察和8名高級督察。

### 歷任主管
- 彭慕賢警司
- 鄭福全警司
- 游乃強警司（由2016年至今）
- 歐陽肇剛警司
- 鄭嘉俊警司 （由2020年1月至今）

## 歷史
偵緝訓練學校於2001年6月30日解散及改革為香港警察學院偵輯訓練科。情況與警察駕駛訓練學校一樣，用以提升效率，集中資源，全面一體化。
2008年至2010年年間，偵緝訓練科不斷地改良及提升課程的水準，確保所提供的訓練實用。

## 訓練
偵緝訓練課程（英文：Criminal Investigation Course，縮寫：CIC）為由偵緝訓練科舉辦的專業化標準偵緝訓練課程，人員接受標準偵緝訓練課程後，就會獲得資格成為刑事偵緝人員（英文：Crime Investigation Detective，縮寫：CID）。偵緝訓練課程分為多種，以配合不同部門及職級人員的實際需要。

### 歷史
於1940年，刑事偵緝警員採用實習模式學習，拜一名資深探員為師傳，跟隨他出外辦案，並且學習調查手法及程序等。此種師徒制度於第二次世界大戰後，隨著香港警務處逐步邁向專業化而終止。1952年起，警務處開設刑事偵緝訓練課程供予人員學習。

### 基本調查課程
基本調查課程（英文：Basic Investigation Course，縮寫：BIC）為期1週，主要為到現任軍裝督察、警署警長、警長、高級警員及警員提供基本調查訓練。

### 區特別職務隊課程
區特別職務隊課程（英文：District Special Duty Squad Course，縮寫：DSDSC）為期1週，主要為到將會調任到區特別職務隊的人員提供針對黃、賭、毒的調查訓練。接受此課程的人員必須先完成基本調查課程。

### 標準偵緝訓練課程
標準偵緝訓練課程（英文：Standard Criminal Investigation Course，縮寫：SCIC）為期9週，教官會安排不同的刑事罪行模擬環境（例如行劫、爆竊及集體打鬥等）讓人員去模擬處理（包括聯絡其他部門，諸如鑑證科及政府化驗所）、蒐證、尋找證人及調查等。不同人員會被配以不同模擬崗位，包括主管及繪圖員等等。每次實習課程完成以後，教官會同人員進行交流、討論、檢討以及提出改善要點等等。與此同時，進行災難遇害者辨認組訓練、錄影會面紀錄訓練（包括盤問技巧、處理突發事情技巧、增加透明度以保持紀錄得以完成，成為合法呈堂證供。）以及訓練人員處理相關文件、對疑犯提出檢控等法律程序。

### 進階偵缉訓練課程
進階偵緝訓練課程（英文：Advanced Criminal Investigation Course，縮寫：ACIC）為期3週，主要為到現任或將會被委任到總區、警區及刑事部調查單位的人員提供較深入程度的偵輯訓練，以提升人員的知識及調查技巧。首兩週的課程內容包括案件重演錄影，犯罪行為描繪及專題罪案經驗分享等。第三週是自選課程，學員可就其崗位及興趣選擇一個或多個的科目，包括刑事情報分析、科技罪案、商業罪案調查、嚴重的毒品案調查及家庭暴力案調查等等。

### 高級侦缉訓練課程
偵緝訓練科現時正在籌備為警司及總督察開辦高級刑偵訓練課程（英文：Senior Detective Investigation Course，縮寫：SDIC）。

### 其他課程
偵緝訓練科亦提供非經常設定的調查訓練予學習警員、見習督察、警察學校聯絡主任、投訴警察課、交通部、其他香港政府部門和中國公安機構人員。